# Emanoil Manolescu Mladian
Emanoil Manolescu Mladian (n. 18 iulie 1867, Negrești, Imperiul Rus - d. 1934, București) a fost unul dintre generalii Armatei României din Primul Război Mondial.
A îndeplinit funcția de comandant de divizie în campania anului 1916.

## Biografie
Emanoil Manolescu Mladian s-a născut la 18 iulie 1867 în Basarabia Rusă, în comuna Negrești, județul Chișinău. Părinții săi erau căpitanul Ioan Manolescu Mladian, fost aghiotant al domnitorului Alexandru Ioan Cuza și viitor om politic și Maria (născută Hermeziu). Părinții au divorțat în 1877, Emanoil rămânând în grija tatălui. Urmează studiile primare și gimnaziale la Iași, la Școala de băieți nr. 1 și Institutele Unite.:p. 72
Se căsătorește la 5 noiembrie 1906 cu Maria Boțan.:p. 73 Moare în 1934 fiind înmormântat la cimitirul Bellu Militar.:p. 180

## Cariera Militară
După absolvirea școlii militare de ofițeri cu gradul de sublocotenent, Emanoil Manolescu Mladian a ocupat diferite poziții în cadrul unităților de infanterie sau în eșaloanele superioare ale armatei, cele mai importante fiind cele de comandant al Regimentului 6 Infanterie, comandant al Școlii Militare de Infanterie și Cavalerie, sau comandant al Școlii Superioare de Război.
În perioada Primului Război Mondial, îndeplinit funcțiile de comandant al Brigăzii 7 Infanterie, în perioada 14/27 august - 15/28 octombrie 1916 și comandant al Diviziei 10 Infanterie, în perioada 15/28 octombrie - 25 octombrie/7 noiembrie 1916, când i se ia comanda pentru modul defectuos în care a condus trupele din subordine în cursul Bătăliei de pe Valea Prahovei.:p. 114

## Lucrări
- Bulgaria militară în 1900. Resumat de date istorice, geografice, militare (cu 5 planșe și 6 crochiuri), [de Căpitan Manolescu-Mladian], 1901.
- Exemple de exerciții și mișcări tactice cu grupa, plutonul și compania, [de Comandantul Regimentului, Colonel Mladian]. București (Tip. Universala, Iancu Ionescu), 1914.
- Instrucțiuni pentru călătoria de tactică și geografie executată de promoțiile, a 2-a de ofițeri elevi ai școalei speciale, a 55-a de elevi ai școalei pregătitoare și a 3-a a școalei pregătitoare de ofițeri de rezervă, [de Locot. Col. Mladian]. București (Tip. Universala Iancu Ionescu), 1912.
- Instrucțiuni, programe și directive relativ la exercițiile pe hartă făcute cu ofițerii de rezervă, [de Colonel Mladian]. București (Inst. Grafic Universala, Iancu Ionescu), 1913.

În colaborare: 
- Resumatul convorbirilor aplicative de Tactică Generală [arme combinate], întocmit de Maior Manolescu Mladian, Profesor cu colaborarea Căpitanilor: Manolescu I. și Uică N. Bucuresci (Autografia școalei [militară de Infanterie]), 1909.

Traduceri: 
- E. Bujak,  Resboiul serbo-bulgar din anul 1885, Piatra Neamț, 1894.
- Keim, Starea de azi a științei de a lupta, Iași, 1891.[10]

## Decorații
- Ordinul „Steaua României”, în grad de ofițer (1912)
- Ordinul „Coroana României”, în grad de ofițer (1911) [2]:p. 434